# Dendropanax brevistylus
Dendropanax brevistylus là một loài thực vật có hoa trong Họ Cuồng cuồng. Loài này được Ling mô tả khoa học đầu tiên năm 1951.